# Royal Lahaina Challenger 2014
Il Royal Lahaina Challenger 2014 è stato un torneo di tennis facente parte della categoria ATP Challenger Tour nell'ambito dell'ATP Challenger Tour 2014. È stata la a edizione del torneo che si è giocato a Lahaina in USA dal 20 al 26 gennaio 2014 su campi in cemento e aveva un montepremi di $50,000.

## Partecipanti singolare

### Teste di serie
| Nazionalità | Giocatore          | Ranking* | Testa di serie |
| ----------- | ------------------ | -------- | -------------- |
| Russia      | Alex Bogomolov Jr. | 89       | 1              |
| Stati Uniti | Tim Smyczek        | 90       | 2              |
| Stati Uniti | Bradley Klahn      | 93       | 3              |
| Stati Uniti | Jack Sock          | 95       | 4              |
| Stati Uniti | Ryan Harrison      | 110      | 5              |
| Stati Uniti | Denis Kudla        | 113      | 6              |
| Canada      | Frank Dancevic     | 122      | 7              |
| Stati Uniti | Wayne Odesnik      | 139      | 8              |
| Stati Uniti | Alex Kuznetsov     | 140      | 9              |

- Ranking al 13 gennaio 2014.

### Altri partecipanti
Giocatori che hanno ricevuto una wild card:
- Thibaud Berland
- Petr Michnev
- Marcos Giron
- Mitchell Krueger

Giocatori che sono passati dalle qualificazioni:
- Jared Donaldson
- Malek Jaziri
- Daniel Kosakowski
- Wang Chieh-Fu
- Jarmere Jenkins (lucky loser)
- Kento Takeuchi (lucky loser)

## Vincitori

### Singolare
Bradley Klahn ha battuto in finale  Yang Tsung-hua con il punteggio di 6–2, 6–3

### Doppio
Denis Kudla /  Yasutaka Uchiyama hanno battuto in finale  Daniel Kosakowski /  Nicolas Meister 6–3, 6–2